# Kościół św. Józefa Oblubieńca w Grabnie
Kościół pw. św. Józefa Oblubieńca w Grabnie – rzymskokatolicki kościół filialny w Grabnie, w powiecie słubickim, w województwie lubuskim. Należy do dekanatu Rzepin w diecezji zielonogórsko-gorzowskiej.

## Historia
Najstarszy dokument, w którym jest wymieniana wieś pochodzi z 1286 i chodzi w nim o przekazanie osady zakonowi templariuszy.
Obecną świątynię z kamienia polnego zbudowano w drugiej połowie XIX wieku (niektóre źródła, w tym chorągiewka z datą, wskazują jednak na koniec XVII wieku i obecność drewnianej wieży z 1699, której w rzeczywistości nie ma) dla lokalnej społeczności protestanckiej. Od 1945 objęty został przez katolików i w tym samym roku poświęcony.

## Wyposażenie
Na wyposażeniu kościoła jest drewniana chrzcielnica ufundowana w 1695 przez Cunona Fryderyka von Winninga.

## Otoczenie
Wokół kościoła znajdują się pozostałości dawnego cmentarza ewangelickiego z nielicznymi nagrobkami.